# Église Saint-Jean-Baptiste de Poisson
L'église Saint-Jean-Baptiste de Poisson est une église située sur le territoire de la commune de Poisson, dans le département français de Saône-et-Loire et la région Bourgogne-Franche-Comté.

## Historique
L’église, sous le vocable de saint Jean-Baptiste, a été construite dans le style néo-gothique en 1896, d'après des plans dressés en 1891 par l’architecte mâconnais Adrien Pinchard. 

## Architecture
L'église se compose d’une nef de quatre travées à collatéraux, d’un transept peu saillant, d’un chœur droit d’une travée accosté de collatéraux bas et clos par une abside semi-circulaire flanquée de deux absidioles. Elle présente des voûtes d’arêtes et doubleaux séparatifs de type néo-roman.
Le haut clocher-porche, coiffé d'ardoises, surmonte la façade (dont le portail est sculpté au tympan du Christ en gloire). 
Dans le beffroi se trouve l'une des plus anciennes cloches du diocèse d'Autun, fondue en l'an 1518, classée au titre des monuments historiques par un arrêté du 12 août 1917.

## Mobilier
L'église renferme un tableau de Paul-Louis Nigaud (1895-1937), classé le 11 septembre 2017, présentant le Sacré Cœur et des tombes de soldats.

## Culte
Édifice consacré du diocèse d'Autun relevant de la paroisse du Sacré-Cœur-en-Val-d’Or (siège à Paray-le-Monial) – qui en est affectataire au titre de la loi de 1905 –, l'église de Poisson est un lieu de culte catholique.